# Cloniophorus noiroti
Cloniophorus noiroti är en skalbaggsart som beskrevs av Pierre Lepesme 1956. Cloniophorus noiroti ingår i släktet Cloniophorus och familjen långhorningar. Inga underarter finns listade i Catalogue of Life.